# Efteling Loonsche Land

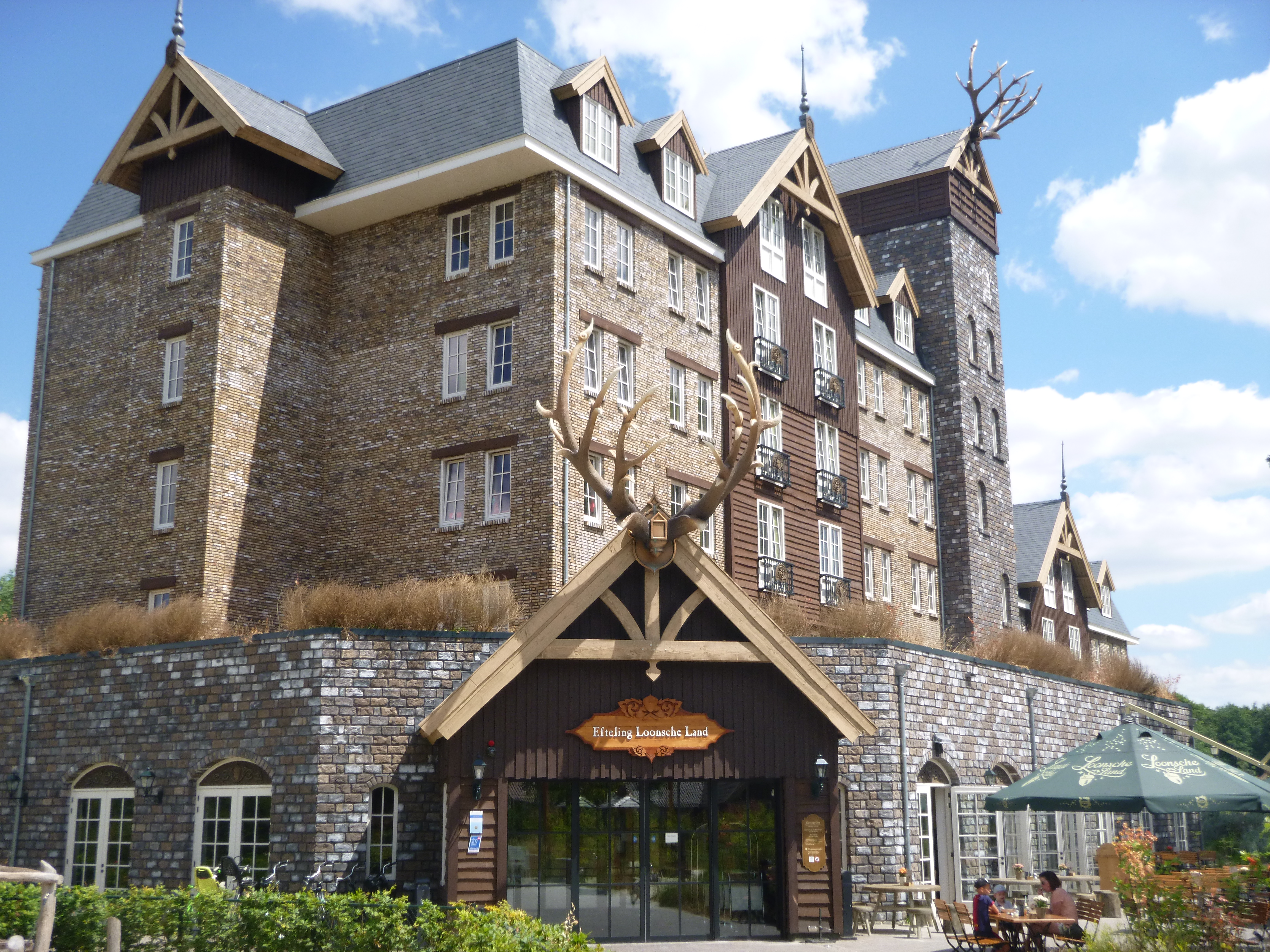
Hoofdgebouw Loonsche Land

Efteling Loonsche Land is een vakantiepark binnen de wereld van de Efteling en is geopend op 31 mei 2017. Het is in duinstijl gebouwd. Er zijn drie soorten huisjes: boshutten, duinhutten en heidehutten. Verder is er een groepsaccommodatie, de schaapskooi, en een hotel, het Landhuys.
Lijst van attracties in de Efteling · Lijst van sprookjes in de Efteling · Afbeeldingen